# Campeonato de Oceanía de Judo de 2015
El XXVIII Campeonato de Oceanía de Judo se celebró en Païta (Francia) el 11 de abril de 2015 bajo la organización de la Unión de Judo de Oceanía.
En total se disputaron trece pruebas diferentes, siete masculinas y seis femeninas.

## Resultados

### Masculino
| Evento  | Oro                          | Plata                             | Bronce                                                         |
| ------- | ---------------------------- | --------------------------------- | -------------------------------------------------------------- |
| –60 kg  | Joshua Katz Australia        | Yvan Shan Polinesia Francesa      | Clement Muller Nueva Caledonia                                 |
| –66 kg  | Nathan Katz Australia        | Cedric Delanne Polinesia Francesa | Alexander Bishop Nueva Zelanda Pierre Charlier Nueva Caledonia |
| –73 kg  | Jake Bensted Australia       | Lee Calder Nueva Zelanda          | Gaston Lafon Polinesia Francesa Adrian Leat Nueva Zelanda      |
| –81 kg  | Eoin Coughlan Australia      | Josateki Naulu Fiyi               | Ivica Pavlinic Nueva Zelanda                                   |
| –90 kg  | Teva Gouriou Nueva Caledonia | Diego Barreto Australia           | Cyril Gaudemer Polinesia Francesa Sebastian Temesi Australia   |
| –100 kg | Jason Koster Nueva Zelanda   | Duke Didier Australia             | Elijah Schuurmans Australia                                    |
| +100 kg | Jake Andrewartha Australia   | Sam Rosser Nueva Zelanda          | Derek Sua Samoa                                                |

### Femenino
| Evento | Oro                             | Plata                         | Bronce                      |
| ------ | ------------------------------- | ----------------------------- | --------------------------- |
| –48 kg | Chloe Rayner Australia          | Amy Meyer Australia           | —                           |
| –52 kg | Hannah Trotter Australia        | Justine Bishop Nueva Zelanda  | Rosa Delots Nueva Caledonia |
| –57 kg | Ellen Wright Australia          | Darcina Manuel Nueva Zelanda  | Cindy Rival Nueva Caledonia |
| –63 kg | Katharina Haecker Australia     | Maeve Coughlan Australia      | —                           |
| –70 kg | Moira de Villiers Nueva Zelanda | Sara Collins Australia        | Aoife Coughlan Australia    |
| –78 kg | Miranda Giambelli Australia     | Marie Atuvaha Nueva Caledonia | —                           |

## Medallero
| Núm. | País               | Oro | Plata | Bronce | Total |
| ---- | ------------------ | --- | ----- | ------ | ----- |
| 1    | Australia          | 10  | 5     | 3      | 18    |
| 2    | Nueva Zelanda      | 2   | 4     | 3      | 9     |
| 3    | Nueva Caledonia    | 1   | 1     | 4      | 6     |
| 4    | Polinesia Francesa | 0   | 2     | 2      | 4     |
| 5    | Fiyi               | 0   | 1     | 0      | 1     |
| 6    | Samoa              | 0   | 0     | 1      | 1     |
|      | TOTAL              | 13  | 13    | 13     | 39    |